# خیابان راز
خیابان راز فیلمی سیاه و سفید ساخته جان استرجس در سال ۱۹۵۰ است. خیابان راز در ژانر فیلم نوآر ساخته شده‌است. این فیلم در شهر بوستون فیلمبرداری شده‌است. این فیلم اولین فیلم هالیوودی بود که در بوستون فیلمبرداری می‌شد.

## داستان فیلم
دختری بلوند به نام ویوین که در یک نوشکده در بوستون کار می‌کند یک ارتشی مست را متقاعد می‌کند تا ماشینش را از او قرض بگیرد. در حالی که ارتشی در صندلی مسافر نشسته است ویوین به سمت دماغه کاد رانندگی می‌کنند. هنگامی که ارتشی متوجه می‌شود که فرسنگ‌ها از بوستون دور شده‌است از ویوین می‌خواهد که او را به بوستون برگرداند. در عوض، ویوین او را فریب می‌دهد و ماشین او را می‌دزدد. ویوین سپس با مردی مرموز آشنا می‌شود و آن مرد ویوین را به قتل می‌رساند. ارتشی که به اداره پلیس رفته بود، از ترس اینکه همسرش از وجود ویوین مطلع شود، ماجرا را بدون ویوین گزارش می‌دهد. ماهها بعد جسد ویوین در اطراف ساحل پیدا می‌شود. پلیس به دنبال قاتل می‌گردد و در این مسیر افراد بسیاری متهم به قتل می‌شوند تا در نهایت قاتل اصلی را پیدا می‌کنند.

## فروش فیلم
این فیلم در آمریکا ۴۲۹۰۰۰ دلار و خارج از آمریکا ۳۴۶۰۰۰ دلار فروخت که با توجه به بودجه ۷۳۰۰۰۰ دلاری منجر به زیان ۲۸۴۰۰۰ دلاری این فیلم شد.

## نامزد اسکار
لئونارد اشپیگل گاس نویسنده فیلم نامه این فیلم در بخش فیلم نامه اسکار در سال ۱۹۵۱ نامزد دریافت اسکار شد.